# مجبئة (العدين)

تعديل مصدري - تعديل

مجبئة محلة تابعة لقرية ذي عتام، التابعة لعزلة السارة بمديرية العدين إحدى مديريات محافظة إب في الجمهورية اليمنية، بلغ تعداد سكانها 271 حسب تعداد اليمن لعام 2004.